# 3,4,6-Tri-O-acetyl-2-O-trichloracetyl-β-D-glucopyranosylchlorid
3,4,6-Tri-O-acetyl-2-O-trichloracetyl-β-D-glucopyranosylchlorid ist eine chemische Verbindung, die sich von der Glucose ableitet. Es ist als Zwischenprodukt in der organischen Synthese von Bedeutung.

## Gewinnung und Darstellung
Percy Brigl publizierte 1921 die erste Synthese für 3,4,6-Tri-O-acetyl-2-O-trichloracetyl-β-D-glucopyranosylchlorid. Pentaacetyl-β-D-glucose wird nach dieser Publikation in einem Schritt durch Erhitzen mit 5 Äquivalenten Phosphorpentachlorid über 2,5 h zum Produkt umgesetzt. Als Nebenprodukte entstehen bei der Reaktion außerdem Chlorwasserstoff, Acetylchlorid, Phosphoroxychlorid und Phosphortrichlorid. Brigl isolierte das Produkt, indem er zunächst flüchtige Komponenten destillativ abtrennte und dann mit Extraktionsschritten fortfuhr. Schließlich reinigte er das Rohprodukt, welches in 40%iger Ausbeute erhalten wurde, durch Umkristallisation aus Diethylether (Kristallisation ausgelöst durch Hinzufügen von Petrolether).

## Eigenschaften
3,4,6-Tri-O-acetyl-2-O-trichloracetyl-β-D-glucopyranosylchlorid ist gegenüber Wasser beständig; lediglich durch längeres Kochen tritt langsame Zersetzung ein. Von allen Substituenten ist die Trichloracetylgruppe besonders labil.

## Verwendung
Man kann sich die gegenüber den Acetylgruppen höhere Labilität der Trichloracetylgruppe zunutze machen, indem man diese chemoselektiv hydrolysiert. Man erhält so zunächst das 3,4,6-Tri-O-acetyl-β-D-glucopyranosylchlorid, das sich wiederum zur 1,3,4,6-Tetra-O-acetyl-α-D-glucopyranose umsetzen lässt. Diese Reaktionen sind näher beschrieben.